# Wingfield Sculls
Wingfield Sculls – wyścig wioślarski odbywający się co roku na Tamizie w Londynie. Długość wyścigu wynosi 6,8 km (41⁄4 mili) i biegnie z Putney do Mortlake.

## Historia

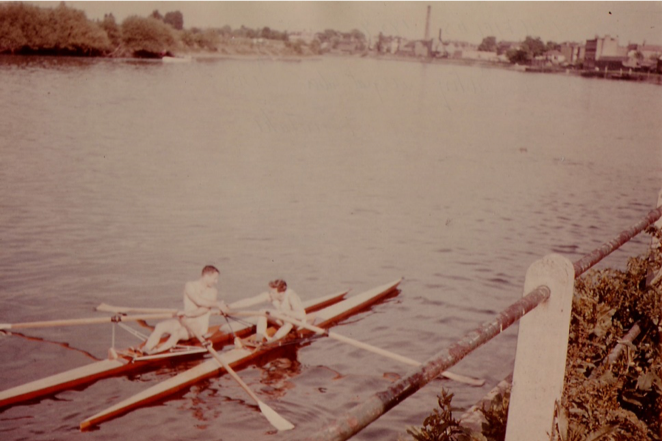
John Michael i Russell Wingfield w wyścigu Wingfield Sculls

Wyścig został założony 10 sierpnia 1830 roku z inicjatywy adwokata Henry'ego Colsella Wingfielda. Początkowo zakładano, że wyścig powinien biec z Westminster do Putney i odbywać się każdego roku, 10 sierpnia (w urodziny Wingfielda), choć pierwszy wyścig ostatecznie ruszył  Battersea do Hammersmith. 
W 1835 roku Wingfield Sculls został nazwany amatorskim wyścigiem Tamizy. Wyścig został dwukrotnie zawieszony: w latach 1915–1919 z powodu I wojny światowej oraz w latach 1939–1945 z powodu II wojny światowej. 
Od 1861 roku wyścig rusza w dzielnicy Putney i kończy się w dzielnicy Mortlake.

## Wyniki[1]
| Rok     | Zwycięzca          | Klub                           | Czas                              | Trasa                      |
| ------- | ------------------ | ------------------------------ | --------------------------------- | -------------------------- |
| 1830    | J. H. Bayford      | Trinity Hall, Cambridge        | Brak pomiaru                      | z Battersea do Hammersmith |
| 1831    | C. Lewis           | London                         | Brak pomiaru                      | z Westminster do Putney    |
| 1832    | A. A. Julius       | Leander Club                   | Brak pomiaru                      | z Westminster do Putney    |
| 1833    | C. Lewis           | London                         | Brak pomiaru                      | z Westminster do Putney    |
| 1834    | A. A. Julius       | Leander Club                   | Brak pomiaru                      | z Westminster do Putney    |
| 1835    | A. A. Julius       | Leander Club                   | Brak pomiaru                      | z Westminster do Putney    |
| 1836    | H.Wood             | London                         | Brak pomiaru                      | z Westminster do Putney    |
| 1837    | P. Colquhoun       | St John's College, Cambridge   | 38.30                             | z Westminster do Putney    |
| 1838    | H.Wood             | Leander Club                   | Brak pomiaru                      | z Westminster do Putney    |
| 1839    | H. Chapman         | Crescent Club, London          | Brak pomiaru                      | z Westminster do Putney    |
| 1840    | T.L.Jenkins        | Leander Club                   | swobodny wyścig (bez rywalizacji) | z Westminster do Putney    |
| 1841    | T.L.Jenkins        | Leander Club                   | Brak pomiaru                      | z Westminster do Putney    |
| 1842    | H. Chapman         | Crescent Club, London          | Brak pomiaru                      | z Westminster do Putney    |
| 1843    | H. Chapman         | Crescent Club, London          | Brak pomiaru                      | z Westminster do Putney    |
| 1844    | T.B.Bumpsted       | Scullers' Club, London         | Brak pomiaru                      | z Westminster do Putney    |
| 1845    | H. Chapman         | Crescent Club, London          | Brak pomiaru                      | z Westminster do Putney    |
| 1846    | W.Russell          |                                | Brak pomiaru                      | z Westminster do Putney    |
| 1847    | J. R. L. Walmisley | Thames Club                    | Brak pomiaru                      | z Westminster do Putney    |
| 1848    | J. R. L. Walmisley | Thames Club                    | swobodny wyścig (bez rywalizacji) | z Westminster do Putney    |
| 1849    | F. Playford        | Thames Club                    | Brak pomiaru                      | z Putney do Kew            |
| 1850    | T. R. Bone         | Meteor Club                    | swobodny wyścig (bez rywalizacji) | z Putney do Kew            |
| 1851    | T. R. Bone         | Thames Club                    | swobodny wyścig (bez rywalizacji) | z Putney do Kew            |
| 1852    | E G Peacock        | Thames Club                    | swobodny wyścig (bez rywalizacji) | z Putney do Kew            |
| 1853    | J. Paine           | Argonaut Club                  | Brak pomiaru                      | z Putney do Kew            |
| 1854    | H. H. Playford     | Wandle Club, London            | swobodny wyścig (bez rywalizacji) | z Putney do Kew            |
| 1855    | A. A. Casamajor    | Wandle Club, London            | Brak pomiaru                      | z Putney do Kew            |
| 1856    | A. A. Casamajor    | Argonaut Club                  | swobodny wyścig (bez rywalizacji) | z Putney do Kew            |
| 1857    | A. A. Casamajor    | London Rowing Club             | swobodny wyścig (bez rywalizacji) | z Putney do Kew            |
| 1858    | A. A. Casamajor    | London Rowing Club             | swobodny wyścig (bez rywalizacji) | z Putney do Kew            |
| 1859    | A. A. Casamajor    | London Rowing Club             | swobodny wyścig (bez rywalizacji) | z Putney do Kew            |
| 1860    | A. A. Casamajor    | London Rowing Club             | swobodny wyścig (bez rywalizacji) | z Putney do Kew            |
| 1861    | E. D. Brickwood    | London Rowing Club             | 29.52                             | z Putney do Mortlake       |
| 1862    | W. B. Woodgate     | Brasenose College, Oxford      | 27.00                             | z Putney do Mortlake       |
| 1863    | J. E. Parker       | University College, Oxford     | swobodny wyścig (bez rywalizacji) | z Putney do Mortlake       |
| 1864    | W. B. Woodgate     | Brasenose College, Oxford      | 25.22                             | z Putney do Mortlake       |
| 1865    | C. B. Lawes        | Third Trinity, Cambridge       | 27.04                             | z Putney do Mortlake       |
| 1866    | E. B. Michell      | Magdalen College, Oxford       | 27.36                             | z Putney do Mortlake       |
| 1867    | W. B. Woodgate     | Oxford Radleian Club           | swobodny wyścig (bez rywalizacji) | z Putney do Mortlake       |
| 1868    | W. Stout           | London Rowing Club             | 26.40                             | z Putney do Mortlake       |
| 1869    | A. de L. Long      | London Rowing Club             | swobodny wyścig (bez rywalizacji) | z Putney do Mortlake       |
| 1870    | A. de L. Long      | London Rowing Club             | 27.16                             | z Putney do Mortlake       |
| 1871    | W. Fawcus          | Tynemouth Rowing Club          | 26.13                             | z Putney do Mortlake       |
| 1872    | C. C. Knollys      | Magdalen College, Oxford       | 27.15                             | z Putney do Mortlake       |
| 1873    | A. C. Dicker       | Lady Margaret BC, Cambridge    | 24.40                             | z Putney do Mortlake       |
| 1874    | A. C. Dicker       | Lady Margaret BC, Cambridge    | 25.45                             | z Putney do Mortlake       |
| 1875    | F. L. Playford     | London Rowing Club             | 27.08                             | z Putney do Mortlake       |
| 1876    | F. L. Playford     | London Rowing Club             | 24.46                             | z Putney do Mortlake       |
| 1877    | F. L. Playford     | London Rowing Club             | 26.03                             | z Putney do Mortlake       |
| 1878    | F. L. Playford     | London Rowing Club             | 24.41                             | z Putney do Mortlake       |
| 1879    | F. L. Playford     | London Rowing Club             | 24.13                             | z Putney do Mortlake       |
| 1880    | A. Payne           | Molesey Boat Club              | 25.50                             | z Putney do Mortlake       |
| 1881    | J. Lowndes         | Derby School                   | 25.13                             | z Putney do Mortlake       |
| 1882    | A. Payne           | Molesey Boat Club              | 27.40                             | z Putney do Mortlake       |
| 1883    | J. Lowndes         | Twickenham Rowing Club         | swobodny wyścig (bez rywalizacji) | z Putney do Mortlake       |
| 1884    | W. S. Unwin        | Magdalen College, Oxford       | 24.12                             | z Putney do Mortlake       |
| 1885    | W. S. Unwin        | Magdalen College, Oxford       | ?                                 | z Putney do Mortlake       |
| 1886    | F.I.Pitman         | Third Trinity, Cambridge       | 24.12                             | z Putney do Mortlake       |
| 1887    | G. Nickalls        | Magdalen College, Oxford       | 25.23                             | z Putney do Mortlake       |
| 1888    | G. Nickalls        | Magdalen College, Oxford       | 23.36                             | z Putney do Mortlake       |
| 1889    | G. Nickalls        | Magdalen College, Oxford       | swobodny wyścig (bez rywalizacji) | z Putney do Mortlake       |
| 1890    | J. C. Gardner      | Cambridge University BC        | 26.20                             | z Putney do Mortlake       |
| 1891    | G. Nickalls        | Leander Club                   | swobodny wyścig (bez rywalizacji) | z Putney do Mortlake       |
| 1892    | V. Nickalls        | Magdalen College, Oxford       | 23.40                             | z Putney do Mortlake       |
| 1893    | G. E. B. Kennedy   | Kingston Rowing Club           | 24.56                             | z Putney do Mortlake       |
| 1894    | V. Nickalls        | Magdalen College, Oxford       | 27.30                             | z Putney do Mortlake       |
| 1895    | V. Nickalls        | London Rowing Club             | 25.06                             | z Putney do Mortlake       |
| 1896    | R. Guinness        | Leander Club                   | 24.10                             | z Putney do Mortlake       |
| 1897    | H. T. Blackstaffe  | Vesta RC                       | 23.58                             | z Putney do Mortlake       |
| 1898    | B. H. Howell       | Trinity Hall, Cambridge        | 22.56                             | z Putney do Mortlake       |
| 1899    | B. H. Howell       | Thames Rowing Club             | 23.07                             | z Putney do Mortlake       |
| 1900    | C. V. Fox          | Guards Brigade RC              | 22.54                             | z Putney do Mortlake       |
| 1901    | H. T. Blackstaffe  | Vesta RC                       | 24.16                             | z Putney do Mortlake       |
| 1902    | A. H. Cloutte      | London Rowing Club             | 24.32                             | z Putney do Mortlake       |
| 1903    | F. S. Kelly        | Leander Club                   | 23.32                             | z Putney do Mortlake       |
| 1904    | St.G.Ashe          | London Rowing Club             | 23.25                             | z Putney do Mortlake       |
| 1905    | H. T. Blackstaffe  | Vesta RC                       | 25.17                             | z Putney do Mortlake       |
| 1906    | H. T. Blackstaffe  | Vesta RC                       | 23.10                             | z Putney do Mortlake       |
| 1907    | J. de G.Edye       | Auriol RC                      | 23.51                             | z Putney do Mortlake       |
| 1908    | H. T. Blackstaffe  | Vesta RC                       | 24.48                             | z Putney do Mortlake       |
| 1909    | A. A. Stuart       | Kingston Rowing Club           | 26.06                             | z Putney do Mortlake       |
| 1910    | W.D. Kinnear       | Kensington RC                  | 23.12                             | z Putney do Mortlake       |
| 1911    | W.D. Kinnear       | Kensington RC                  | swobodny wyścig (bez rywalizacji) | z Putney do Mortlake       |
| 1912    | W.D. Kinnear       | Kensington RC                  | 23.51                             | z Putney do Mortlake       |
| 1913    | C. W. Wise         | London Rowing Club             | 24.12                             | z Putney do Mortlake       |
| 1914    | J.L.Tann           | Thames Rowing Club             | 23.39                             | z Putney do Mortlake       |
| 1915–19 | brak wyścigu       |                                |                                   |                            |
| 1920    | J.Beresford        | Thames Rowing Club             | 23.14                             | z Putney do Mortlake       |
| 1921    | J.Beresford        | Thames Rowing Club             | 24.44                             | z Putney do Mortlake       |
| 1922    | J.Beresford        | Thames Rowing Club             | 22.13                             | z Putney do Mortlake       |
| 1923    | J.Beresford        | Thames Rowing Club             | 24.27                             | z Putney do Mortlake       |
| 1924    | J.Beresford        | Thames Rowing Club             | 24.36                             | z Putney do Mortlake       |
| 1925    | J.Beresford        | Thames Rowing Club             | 23.27                             | z Putney do Mortlake       |
| 1926    | J.Beresford        | Thames Rowing Club             | 22.25                             | z Putney do Mortlake       |
| 1927    | T. D. A.Collet     | Leander Club                   | 23.10                             | z Putney do Mortlake       |
| 1928    | T. D. A.Collet     | Leander Club                   | 23.00                             | z Putney do Mortlake       |
| 1929    | T. D. A.Collet     | Leander Club                   | 21.47                             | z Putney do Mortlake       |
| 1930    | D. Guye            | London Rowing Club             | 23.50                             | z Putney do Mortlake       |
| 1931    | D. Guye            | London Rowing Club             | NTT                               | z Putney do Mortlake       |
| 1932    | D. Guye            | London Rowing Club             | 21.01                             | z LRC do Mortlake          |
| 1933    | L.F.Southwood      |                                | 21.11                             | z LRC do Mortlake          |
| 1934    | C.K.H.Buckle       |                                | 22.21                             | z Putney do Mortlake       |
| 1935    | P.H.Jackson        | London Rowing Club             | 22.06                             | z Putney do Mortlake       |
| 1936    | P.H.Jackson        | London Rowing Club             | 22.31                             | z Putney do Mortlake       |
| 1937    | R. Hope            |                                | 21.44                             | z Putney do Mortlake       |
| 1938    | P.H.Jackson        | London Rowing Club             | 22.40                             | z Putney do Mortlake       |
| 1939–45 | brak wyścigu       |                                |                                   |                            |
| 1946    | R.D.Burnell        | Leander Club                   | 22.36                             | z Putney do Mortlake       |
| 1947    | B.T.H.Bushnell     | Maidenhead Rowing Club         | 22.14                             | z Putney do Mortlake       |
| 1948    | P.N.Carpmael       | London Rowing Club             | 25.45                             | z Putney do Mortlake       |
| 1949    | P.N.Carpmael       | London Rowing Club             | 22.55                             | z Putney do Mortlake       |
| 1950    | E.M.Sturges        | London Rowing Club             | 22.07                             | z Putney do Mortlake       |
| 1951    | T.A.Fox            | Pembroke College, Cambridge    | 22.14                             | z Putney do Mortlake       |
| 1952    | T.A.Fox            | London Rowing Club             | 24.33                             | z Putney do Mortlake       |
| 1953    | T.A.Fox            | London Rowing Club             | 22.30                             | z Putney do Mortlake       |
| 1954    | S.C.Rand           | Royal Air Force                | 24.43                             | z Putney do Mortlake       |
| 1955    | D.V.Melvin         | John o'Gaunt Rowing Club       | 22.05                             | z Putney do Mortlake       |
| 1956    | A.J.Marsden        | London Rowing Club             | 25.33                             | z Putney do Mortlake       |
| 1957    | W.G.Beech          | London Rowing Club             | 22.57                             | z Putney do Mortlake       |
| 1958    | D.V.Melvin         | London Rowing Club             | 22.12                             | z Putney do Mortlake       |
| 1959    | J.M.Russell        |                                | 22.37                             | z Putney do Mortlake       |
| 1960    | G.C.Justicz        | Birmingham Rowing Club         | 24.41                             | z Putney do Mortlake       |
| 1961    | R.N.Carpmael       |                                | 23.50                             | z Putney do Mortlake       |
| 1962    | C.A.Dearsley       |                                | 23.57                             | z Putney do Mortlake       |
| 1963    | W.L.Barry          | Quintin Boat Club              | 23.30                             | z Putney do Mortlake       |
| 1964    | W.L.Barry          | Quintin Boat Club              | 25.50                             | z Putney do Mortlake       |
| 1965    | W.L.Barry          | Quintin Boat Club              | 23.06                             | z Putney do Mortlake       |
| 1966    | W.L.Barry          | Quintin Boat Club              | 25.22                             | z Putney do Mortlake       |
| 1967    | N.P.Cooper         | London Rowing Club             | 24.00                             | z Putney do Mortlake       |
| 1968    | K.V.Dwan           | Poplar and Blackwall RC        | 23.39                             | z Putney do Mortlake       |
| 1969    | K.V.Dwan           | Poplar and Blackwall RC        | 23.21                             | z Putney do Mortlake       |
| 1970    | K.V.Dwan           | Poplar and Blackwall RC        | 23.51                             | z Putney do Mortlake       |
| 1971    | K.V.Dwan           | Poplar and Blackwall RC        | 23.45                             | z Putney do Mortlake       |
| 1972    | K.V.Dwan           | Poplar and Blackwall RC        | 21.59                             | z Putney do Mortlake       |
| 1973    | D.P.Sturge         | London Rowing Club             | 21.50                             | z Putney do Mortlake       |
| 1974    | D.P.Sturge         | Lady Margaret Boat Club        | 21.24                             | z Putney do Mortlake       |
| 1975    | K.V.Dwan           | Poplar and Blackwall RC        | 24.16                             | z Putney do Mortlake       |
| 1976    | G.A.Mulcahy        | Quintin Boat Club              | 22.20                             | z Putney do Mortlake       |
| 1977    | T.J.Crooks         | Leander Club                   | 24.13                             | z Putney do Mortlake       |
| 1978    | T.J.Crooks         | Leander Club                   | 22.37                             | z Putney do Mortlake       |
| 1979    | M.D.A.Carmichael   |                                | 24.55                             | z Putney do Mortlake       |
| 1980    | T.J.Crooks         | Leander Club                   | 23.27                             | z Putney do Mortlake       |
| 1981    | C.L.Baillieu       | Leander Club                   | 22.05                             | z Putney do Mortlake       |
| 1982    | C.L.Baillieu       | Leander Club                   | 22.01                             | z Putney do Mortlake       |
| 1983    | C.L.Baillieu       | Leander Club                   | 23.08                             | z Putney do Mortlake       |
| 1984    | C.L.Baillieu       | Leander Club                   | 22.14                             | z Putney do Mortlake       |
| 1985    | S.G.Redgrave       | Marlow Rowing Club             | 21.40                             | z Putney do Mortlake       |
| 1986    | S.G.Redgrave       | Marlow Rowing Club             | 23.04                             | z Putney do Mortlake       |
| 1987    | S.G.Redgrave       | Marlow Rowing Club             | 21.41                             | z Putney do Mortlake       |
| 1988    | S.G.Redgrave       | Marlow Rowing Club             | 21.01                             | z Putney do Mortlake       |
| 1989    | S.G.Redgrave       | Marlow Rowing Club             | 20.16                             | z Putney do Mortlake       |
| 1990    | R.Henderson        |                                | 20.23                             | z Putney do Mortlake       |
| 1991    | G.R.Pooley         |                                | 20.3                              | z Putney do Mortlake       |
| 1992    | G.R.Pooley         | Leander Club                   | 22.04                             | z Putney do Mortlake       |
| 1993    | O.W.Hall-Craggs    | Tideway Scullers School        | 21.13                             | z Putney do Mortlake       |
| 1994    | P.M.Haining        | Auriol Kensington              | 19.58                             | z Putney do Mortlake       |
| 1995    | P.M.Haining        | Auriol Kensington              | 21.01                             | z Putney do Mortlake       |
| 1996    | P.M.Haining        | Auriol Kensington              | 22.03                             | z Putney do Mortlake       |
| 1997    | M.J.B.Kettle       | Queen's Tower                  | 20.29                             | z Putney do Mortlake       |
| 1998    | G.M.P.Searle       | Molesey Boat Club              | 20.44                             | z Putney do Mortlake       |
| 1999    | G.M.P.Searle       | Molesey Boat Club              | 21.56                             | z Putney do Mortlake       |
| 2000    | P.M.Haining        | Auriol Kensington              | 22.27                             | z Putney do Mortlake       |
| 2000    | G.M.P.Searle       | Molesey Boat Club              | 22.21                             | z Putney do Mortlake       |
| 2001    | I.J.Lawson         | Leander Club                   | 21.41                             | z Putney do Mortlake       |
| 2002    | I.J.Lawson         | Leander Club                   | 26.13                             | z Putney do Mortlake       |
| 2003    | I.J.Lawson         | Leander Club                   | 20.13                             | z Putney do Mortlake       |
| 2004    | M.W.Wells          | Leander Club                   | 21.52                             | z Putney do Mortlake       |
| 2005    | M.W.Wells          | Leander Club                   | 23.14                             | z Putney do Mortlake       |
| 2006    | A.W.Campbell       | Tideway Scullers School        | 22.48                             | z Putney do Mortlake       |
| 2007    | M. Drysdale        | Tideway Scullers School        | swobodny wyścig (bez rywalizacji) | z Putney do Mortlake       |
| 2008    | M. Drysdale        | Tideway Scullers School        | 21.14                             | z Putney do Mortlake       |
| 2009    | A.W.Campbell       | Tideway Scullers School        | 20.27                             | z Putney do Mortlake       |
| 2010    | A.W.Campbell       | Tideway Scullers School        | 22.34                             | z Putney do Mortlake       |
| 2011    | A. Freeman-Pask    | Imperial College               | 19.41 (rekord)                    | z Putney do Mortlake       |
| 2012    | A.W.Campbell       | Tideway Scullers School        | 24.00                             | z Putney do Mortlake       |
| 2013    | A.W.Campbell       | Tideway Scullers School        | 21.15                             | z Putney do Mortlake       |
| 2014    | T.P. Richards      | Imperial College               | 21.06                             | z Putney do Mortlake       |
| 2015    | T.P. Richards      | Imperial College               | 21.40                             | z Putney do Mortlake       |
| 2016    | J.A. Kirkwood      | Leander Club                   | 20:56                             | z Putney do Mortlake       |
| 2017    | R. Clarke          | University of London Boat Club | 22:03                             | z Putney do Mortlake       |
| 2018    | C. Cousins         | Griffen Boat Club              | 21:57                             | z Putney do Mortlake       |

## Wyścigi kobiet
Od 25 października 2007 roku odbywa się również wyścig Wingfield Sculls kobiet.
| Rok  | Zwycięzca         | Klub                    | Czas           | Trasa                |
| ---- | ----------------- | ----------------------- | -------------- | -------------------- |
| 2007 | E. Laverick       | Thames Rowing Club      | 21.53          | z Putney do Mortlake |
| 2008 | S. Hosking        | London Rowing Club      | 22.05          | z Putney do Mortlake |
| 2009 | S. Hosking        | London Rowing Club      | 23.05          | z Putney do Mortlake |
| 2010 | A. Watkins        | Leander Club            | 23.07          | z Putney do Mortlake |
| 2011 | A. Watkins        | Leander Club            | 20.55 (rekord) | z Putney do Mortlake |
| 2012 | B. Rodford        | Gloucester Rowing Club  | 23.32          | z Putney do Mortlake |
| 2013 | I. Walsh          | London Rowing Club      | 21.44          | z Putney do Mortlake |
| 2014 | M. Wilson         | Imperial College        | 21.31          | z Putney do Mortlake |
| 2015 | M. Hodgkins-Byrne | Reading Rowing Club     | 21.54          | z Putney do Mortlake |
| 2016 | J. Leyden         | Leander Club            | 22:32          | z Putney do Mortlake |
| 2017 | F. Rawlins        | Tideway Scullers School | 22:54          | z Putney do Mortlake |
| 2018 | R. Siddorn        | Leander Club            | 22:29          | z Putney do Mortlake |